# بيل ووكر (لاعب كرة قدم أسترالية)
بيل ووكر (بالإنجليزية: Bill Walker)‏ هو لاعب كرة قدم أسترالية أسترالي، ولد في 25 مايو 1883 في Sebastopol, Victoria ‏ في أستراليا، وتوفي في 17 يوليو 1971 في ويندسور ‏ في أستراليا.

## وصلات خارجية
- بيل ووكر على موقع AustralianFootball.com (الإنجليزية)
- بيل ووكر على موقع AFLtables.com (الإنجليزية)